# David Kirkwood
David Kirkwood (n. 20 septembrie 1935, Jackson, Mississippi, SUA – d. 8 ianuarie 2012, Albuquerque, New Mexico, SUA) a fost un actor ce a reprezentat Statele Unite ale Americii, medaliat olimpic. A participat la o ediție a Jocurilor Olimpice (1964) în care a câștigat o medalie de argint.

## Participări
Lista de mai jos prezintă principalele competiții la care a participat David Kirkwood de-a lungul carierei.
- modern pentathlon at the 1964 Summer Olympics – team[*]